# Cérilly (Yonne)
Cérilly is een gemeente in het Franse departement Yonne (regio Bourgogne-Franche-Comté) en telt 44 inwoners (2009). De plaats maakt deel uit van het arrondissement Sens.

## Geografie
De oppervlakte van Cérilly bedraagt 7,1 km², de bevolkingsdichtheid is dus 6,2 inwoners per km².
De onderstaande kaart toont de ligging van Cérilly (Yonne) met de belangrijkste infrastructuur en aangrenzende gemeenten.

## Demografie
Onderstaande figuur toont het verloop van het inwonertal (bron: INSEE-tellingen).